# Друштво спектакла
Друштво спектакла (фран. La société du spectacle) је филозофски рад из 1967. године и марксистичка критичка теорија Ги Дебора, у којој аутор развија и представља концепт Спектакла. Књига се сматра важним текстом Ситуационистичке интернационале. Дебор објављује следећу књигу Коментари о Друштву спектакла 1988. године.

## Сажетак
Рад чини низ од 221 тезе. Свака садржи приближно један параграф.

### Деградација људског живота
Дебор прати развој модерног друштва у коме је аутентични друштвени живот замењен његовом репрезентацијом: "Све што је некада било непосредно доживљавано, удаљено је у представу". Дебор тврди да се историја друштвеног живота може схватити као "деградација постојања у једноставно појављивање." Сматра да се "људско остварење више не изједначава са оним што неко јесте, већ са оним што поседује."
Спектакл је обрнута слика друштва у којој су односи између роба заменили односе између људи, у којима је пасивна идентификација са спектаклом заменила истинску активност. "Спектакл није само скуп слика", пише Дебор, "пре свега, то је друштвени однос између људи посредован сликама." 
У својој анализи друштва спектакла, Дебор примећује да је квалитет живота осиромашен, са приметним недостатком аутентичности и деградацијом знања, као и ометањем критичке мисли. Дебор анализира употребу знања ради смањења утицаја реалности: спектакл спречава појединце да схвате да је друштво спектакла само тренутак у историји, који се може преокренути кроз револуцију.
Циљ и предлог Дебора је "пробудити посматрача који је омамљен спектакулраним сликама", "кроз радикалне акције у облику конструктивних ситуација", "ситуација које доносе револуционарно преуређивање живота, политике и уметности".

### Масовни медији и фетишизам робе
Друштво спектакла представља критику савремене потрошачке културе и фетишизма робе, који се бави питањима као што су отуђење од класе, културолошка хомогенизација и масовни медији.
Када је Дебор рекао да је "све што је некада било непосредно доживљавано, постало пуко представљање", он мисли на централни значај имиџа у савременом друштву. Слике, каже Дебор, замениле су стварну људску интеракцију.
У својој 36. тези, Дебор представља фетишизам робе као "доминацију видљивих и невидљивих ствари над друштвом," и додаје да та појава "свој врхунац достиже у спектаклу, у којем сав стварни свет бива замењен избором слика пројектованих изнад њега, и којима ипак успева да се наметну као једина стварност."
У потрошачком друштву, друштвени живот није о животу, већ о ономе што поседује; спектакл користи слику да пренесе оно што људи требају и морају имати.
"У потпуно изокренутом свету, истинито је тренутак лажног.".

### Поређење религије и маркетинга
Дебор такође истиче равноправност између улоге маркетинга масовних медија у садашњости и улоге религија у прошлости. Ширење слика робе у масовним медијима производи "таласе ентузијазма за одређени производ" што резултира опчињеношћу робе као такве, "чија употреба постаје сама себи сврха".
Дебор даље тврди да је "наслеђе религије и породице (ова друга је и даље главни механизам за преношење класне владавине с генерације на генерацију),са свом моралном репресијом коју намећу те две институције, може спојити с разметљивом тежњом ка земаљским наградама, управо зато што живот у оваквом свету остаје репресиван и нуди само лажне награде."
"Медијске звезде су спектакуларне представе живих људских бића, пројекција опште баналности у слике могућих улога. Као специјалисти за привидни живот, звезде служе као објекти поистовећивања."

## Преводи
- Превео Фреди Перлман (Black & Red, 1970; преправљено издање 1977).
- Превео Доналд Н. Смит (Zone, 1994).
- Превео Кен Кнаб (Rebel Press, 2004).
- Превео Алекса Голијанин уз помоћ Славице M. (Анархистичка библиотека, 2003).